# 国防最高会议
国防最高会议，是中国抗日战争初期设立的中国国民党国防最高决策机关。

## 历史
抗战爆发后，1937年8月7日夜，国防会议与国防委员会举行国防联席会议，通过了“作战期间关于党政机一切事项应统一指挥”的决议。1937年8月10日中國國民黨中央政治委員會第五十一次会议，何应钦等五人联名提议“原有国防委员会与国防会议，并合而设立国防最高会议”。
8月11日，中政会第五十一次会议通过此提案，设立国防最高会议，为“全国国防最高决定机关，对中央执行委员会政治委员会负责任”，并在其下设国防最高会议参议会；同日，中政会决定组织“陆海空军大本营”，推举蒋介石为大元帅，统帅全国陆海空军。8月12日，中國國民黨中央執行委員會常务委员会第50次会议批准了《国防最高会议组织条例》。
1937年11月17日，中政会第59次常务会议议定“中央政治委员会暂行停止其职权，由国防最高会议代行”，国防最高会议成为最高政治指导、国防决策机构。
1939年1月28日，中国国民党五届五中全会决定，国防最高会议改組為国防最高委员会。

## 历代领袖

### 國防委員會主席
1. 蔣中正：1933年2月10日－1935年12月7日

### 國防會議主席
1. 蔣中正：1936年7月14日－1937年8月11日

### 國防委員會主席
1. 汪兆銘：1937年3月3日－1937年8月11日

### 國防最高會議主席
1. 蔣中正：1937年8月11日－1939年1月28日

### 国防最高委员会委员长
1. 蔣中正：1939年1月28日－1947年4月24日

## 组成情况
国防最高会议主席为军事委员会委员长蒋中正、副主席为中央政治委员会主席汪精卫。
会议委员39人，包括：
- 中國國民黨中央執行委員會常务委员9人
- 中國國民黨中央執行委員會秘书长
- 中國國民黨中央各部委首长
- 中國國民黨中央监察委员会常务委员
- 中央政治委员会委员、秘书长
- 五院院长、副院长
- 行政院秘书长
- 行政院各部部长
- 军事委员会
  - 委员
  - 参谋总长、副参谋总长
  - 军令部、军政部、军训部、政治部部长
- 国防最高会议参议院议长
- 由主席提出经国防最高会议通过者

会议主席从会议委员中指定9人为常务委员。